# 南大須町
南大須町（みなみおおすちょう）は愛知県岡崎市の町名。丁番を持たない単独町名である。

## 地理
額田地区北西部に位置する。僅かな住宅地及び水田が河川及び道路沿いに形成されており、他は森林及びゴルフ場として使用されている。このゴルフ場は南大須町内だけでなく、桜形町、夏山町にも跨っている。町内には小字が配されているが丁番は振られていない。

### 字
52の小字が設置されている。
| - 赤羽根（あかばね） - 赤羽根上（あかばねかみ） - 石神（いしがみ） - 井戸沢（いどさわ） - 稲村（いなむら） - 射能野（いよの） - 入（いり） - 岩木（いわき） - 丑ノ田（うしのた） - 内貝戸（うちかいと） - カウノス（かうのす） - 上焼入（かみやけいり） - 川崎（かわさき） - 神原日陰（かんばらひかげ） - 神原日陽（かんばらひよも） - 寒麦（かんむぎ） - 雉子沢（きじさわ） - 吉作（きちつくり） | - 栗平（くりだいら） - 小屋沢（こやさわ） - 権左作（ごんざさく） - 桜（さくら） - 椎ノ木（しいのき） - 下沢（しもさわ） - 下焼入（しもやけいり） - シラカシ（しらかし） - 神出（じんで） - 神田（じんでん） - 外裏（そとうら） - 鷹木（たかき） - 棚井田（たないだ） - 丁杯（ちょうはい） - 寺ノ入（てらのいり） - 峠（とうげ） - 床寒（とこさむ） | - トゝメキ（ととめき） - 豊ノ本（とよのもと） - 西ノ入（にしのいり） - 藤巻（ふじまき） - 仏ケ入（ぶつがいり） - 宝殿木（ほうでんき） - 松下（まつした） - 峯（みね） - 宮ノ上日陰（みやのかみひかげ） - 宮ノ上日陽（みやのかみひよも） - 向（むかい） - 向平（むかいだいら） - 向長（むかいちょう） - モチ田（もちだ） - 桃ノ沢（もものさわ） - 屋ケ入（やがいり） - 早稲田（わせだ） |

## 世帯数と人口
2019年（令和元年）5月1日現在の世帯数と人口は以下の通りである。
| 町丁     | 世帯数 | 人口  |
| -------- | ------ | ----- |
| 南大須町 | 39世帯 | 131人 |

### 人口の変遷
国勢調査による人口の推移。
| 2010年（平成22年） | 140人 | [ 6 ] |  |
| 2015年（平成27年） | 133人 | [ 7 ] |  |

## 小・中学校の学区
市立小・中学校に通う場合、学区は以下の通りとなる。
| 番・番地等 | 小学校             | 中学校             |
| ---------- | ------------------ | ------------------ |
| 全域       | 岡崎市立形埜小学校 | 岡崎市立額田中学校 |

## 歴史
かつて域内には南須山村と大山村が存在していたが、後に南須山村の「南」・「須」と大山村の「大」をとった合成地名として南大須村になった。

### 沿革
- 1889年（明治22年）10月1日 - 町村制の施行に伴い、形埜村の大字南大須となる。
- 1956年（昭和31年）9月30日 - 形埜村の合併により、額田町の大字となる。
- 2006年（平成18年）1月1日 - 額田町が岡崎市へ編入され、同市の南大須町となる[1]。

## 交通
道路
- 国道473号
- 愛知県道335号南大須鴨田線

乗合タクシー
- 岡崎市乗合タクシー
  - 形埜地区線（乙川バス）

## 施設
- 額田ゴルフ倶楽部
- 須佐之男神社

## その他

### 日本郵便
- 郵便番号 : 444-3444[4]（集配局：額田郵便局[9]）。

## 参考資料
- 「角川日本地名大辞典」編纂委員会 編『角川日本地名大辞典 23 愛知県』角川書店、1989年3月8日。ISBN 4-04-001230-5。
- 有限会社平凡社地方資料センター 編『日本歴史地名体系第23巻 愛知県の地名』平凡社、1981年。ISBN 4-582-49023-9。

## 関連事項
- 岡崎市